# Liste der Kreisstraßen im Landkreis Lüchow-Dannenberg

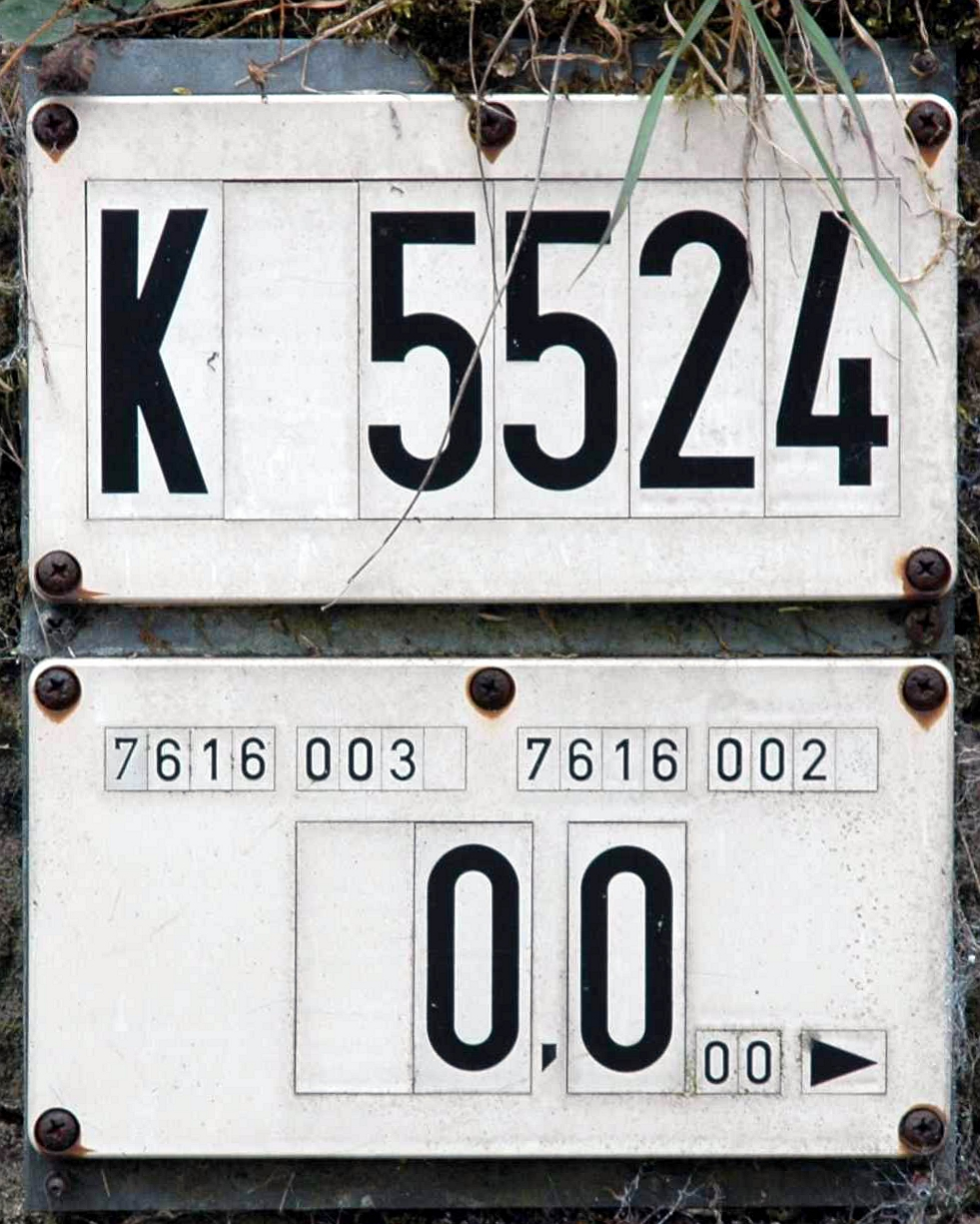
Stationszeichen

Die Liste der Kreisstraßen im Landkreis Lüchow-Dannenberg führt alle Kreisstraßen im niedersächsischen Landkreis Lüchow-Dannenberg auf.

## Abkürzungen
- K: Kreisstraße
- L: Landesstraße

## Liste
Nicht vorhandene bzw. nicht nachgewiesene Kreisstraßen werden in Kursivdruck gekennzeichnet, ebenso Straßen und Straßenabschnitte, die unabhängig vom Grund (Herabstufung zu einer Gemeindestraße oder Höherstufung) keine Kreisstraßen mehr sind. 
Der Straßenverlauf wird in der Regel von Nord nach Süd und von West nach Ost angegeben.
| Nr.  | Verlauf |
| ---- | --- |
| K 1  | L 256 in Nebenstedt – Klein Heide – K 30 – Groß Heide – Zadrau – Seerau in der Lucie – K 2 – / – K 45 in Lüchow (Wendland)                                                  |
| K 2  | K 33 – K 1 – Künsche – Ranzau – Pannecke – K 3 – Dünsche – K 29 – Gedelitz – Brennelemente-Zwischenlager Gorleben – L 256 in Gorleben                                       |
| K 3  | K 2 in Pannecke – Liepe – in Trebel |
| K 4  | – Groß Breese – Lanze – Prezelle – K 38 – Lomitz – Schletau – L 260 in Schmarsau                                                                                            |
| K 5  | L 260 in Großwitzeetze – Landesgrenze – (K 1414 im Altmarkkreis Salzwedel, Sachsen-Anhalt)                                                                                  |
| K 6  | L 261 – Gistenbeck – L 263 in Jiggel |
| K 7  | /L 261 – Spithal – K 35 – Schnega – K 41 – Schnega Bahnhof – K 26 – K 44 – K 25 – Harper Mühle – Harpe – Landesgrenze – (Sachsen-Anhalt)                                    |
| K 8  | /L 255 in Metzingen – Plumbohm – Wedderien – Pudripp – Neu Bellahn – Alt Bellahn – Mützingen – Sallahn – K 18 – K 31 –                                                      |
| K 13 | Dannenberg (Elbe) – Penkefitz – K 36 – Strachauer Rad – Jasebeck – Landsatz – Barnitz – K 29 in Damnatz                                                                     |
| K 14 | K 29 in Damnatz – Sipnitz – in Seybruch |
| K 15 | – Kaltenhof – K 20 – K 16 – K 27 – Quickborn – K 29 – |
| K 16 | K 15 – Brandleben |
| K 18 | in Jameln – Breselenz – Breustian – Klein Witzeetze – Sallahn – K 8 – – Prießeck – L 261 in Clenze                                                                          |
| K 19 | (K 61 im Landkreis Lüneburg) – Elbfähre – Kreisgrenze – Neu Darchau – L 232 – Klein Kühren – Schutschur – Glienitz – Drethem – K 36 – Wietzetze – L 231 – Leitstade Bahnhof |
| K 20 | Elbe – K 15 in Kaltenhof |
| K 21 | Riebrau – Zernien – Gülden – K 22 – Middefeitz – Prepow – Hohenvolkfien –                                                                                                   |
| K 22 | K 21 – Kreisgrenze – (K 19 im Landkreis Uelzen) |
| K 23 | – L 261 in Clenze |
| K 24 | (K 30 im Landkreis Uelzen) – Kreisgrenze – Braudel – Vaddensen – Gohlefanz – Reddereitz – Corvin – L 261 in Clenze                                                          |
| K 25 | K 7 – Thune – Nienbergen – Belau – /L 263 in Bergen an der Dumme |
| K 26 | (K 29 im Landkreis Uelzen) – Kreisgrenze – Proitze – K 32 – Billerbeck – K 7 in Schnega Bahnhof                                                                             |
| K 27 | K 15 – Kacherien – Langendorf – L 256 in Grippel |
| K 28 | L 256 – Meetschow – Vietze – Brunkendorf – L 258 in Restorf |
| K 29 | K 14 in Damnatz – K 13 – Kamerun – Quickborn – K 15 – Groß Gusborn – L 256 – Siemen – K 2 in Dünsche                                                                        |
| K 30 | in Jameln – Langenhorst – K 33 – K 1 |
| K 31 | in Platenlaase – Karmitz – K 8 – Göttien – Küsten – Naulitz – Meuchefitz – L 261                                                                                            |
| K 32 | – Solkau – Loitze – Molden – K 26 in Proitze |
| K 33 | K 30 – Weitsche – Rehbeck – K 2 |
| K 34 | in Gartow – Nienwalde |
| K 35 | – Grotenhof – K 7 |
| K 36 | K 19 in Drethem – Tiesmesland – Tießau – Hitzacker (Elbe) – L 231 – Wussegel – Strachauer Rad – K 13                                                                        |
| K 38 | L 256 – – K 4 in Prezelle |
| K 40 | L 259/L 260 – Höhenkrug – Volzendorf – Landesgrenze – (K 1002 im Altmarkkreis Salzwedel, Sachsen-Anhalt)                                                                    |
| K 41 | K 7 in Schnega Bahnhof – in Bergen an der Dumme |
| K 42 | L 262 in Wustrow (Wendland) – Königshorst – Banneick – Bösel |
| K 44 | (K 52 im Landkreis Uelzen) – Kreisgrenze – Gielau – Warpke – K 7 in Schnega Bahnhof                                                                                         |
| K 45 | L 261 in Lüchow (Wendland) – K 1 in Lüchow (Wendland) |